# Музеј Ивана Хончара
Музеј Ивана Хончара (укр. Музей Івана Гончара) је музеј у Кијеву који приказује културу Украјине и чува украјинску народну уметност.

## Историјат
Основан је на приватној колекцији Ивана Хончара убрзо након његове смрти 1993. године. 
Током совјетског периода, Иван Хончар је био оптужен за национализам. Свака особа која је показала интересовање за његову приватну колекцију је била регистрована код Комитета државне безбедности СССР.

## Колекција
Колекција музеја се састоји од преко 15.000 предмета од 16. до почетка 20. века. Значајан пример је слика украјинског фолклорног јунака Козака Мамаја. Остали предмети укључују преко петсто икона из 16. века, сто слика познатих украјинских уметника, значајну колекцију од преко 2500 предмета текстила из 18. и 19. века, грнчарију, играчке, ускршња јаја, дрворезбарију и украјинске народне музичке инструменте. Други део музеја чини Гончарова приватна библиотека са књигама које садрже материјал због којег је власник био послат у затвор током совјетског времена. Садржи и атеље народне уметности, продавнице, позориште народних песама и фолклора, практичне часове украјинске кухиње и друге курсеве.
Музичар Олег Скрипка (фронтмен групе Вопли Видопљасова) сваке године организује „вечерњице” (окупљања) у центру, која укључују фолклорно певање, игре и обичаје.

## Активности
Музеј спроводи етнолошка истраживања, теренске експедиције, организује научне конференције и културно–уметничке догађаје (укључујући фестивал „Орли”) и успоставља везе са народним уметницима, другим носиоцима традиционалне културе и њеним истраживачима са циљем да истакне украјинску традиционалну културу, оживи националну свест, очува и развије традиције украјинске народне уметности и овековечи сећање на Ивана Хончара.
Године 2018. се музеј придружио добротворном фото пројекту „Искрено”. Главни циљ је био популаризација украјинских народних ношњи 19. века. Од 14. новембра до 2. децембра је био домаћин изложбе фотографија украјинских уметника у националним ношњама. На отварању су организовани мајсторски курсеви израде празничних атрибута, наступи Нине Матвијенко и чланица бенда Dakh Daughters Наталке Галаневич и Соломије Мелник, као и концерт традиционалне инструменталне музике из Полтавске области. Сва добит од продаје календара са фотографијама познатих личности у националним ношњама искоришћена је за реконструкцију музеја.
Музеј је 26. маја 2020. нападнут од стране групе службеника Државне банке Индије који су разбили улазна врата зграде. Касније су медији објавили да је разлог напада био случај против Петра Порошенка због превоза четрдесет и три слике преко царинске границе, а снимци екрана Википедијиних страница коришћени су као доказ у овом случају.

## Галерија
- Религиозна икона која приказује Поклонство пастира. Уметник непознат, између 1650. и 1700. године.
- Света Варвара, 1810/1838.
- Богородица Почајевска, 1840/1860.
- Руски Ђорђе Победоносац, 1700/1740.
- Рођење Богородице, 1690/1710.
- Вишиванка.